# Viktor Szilágyi

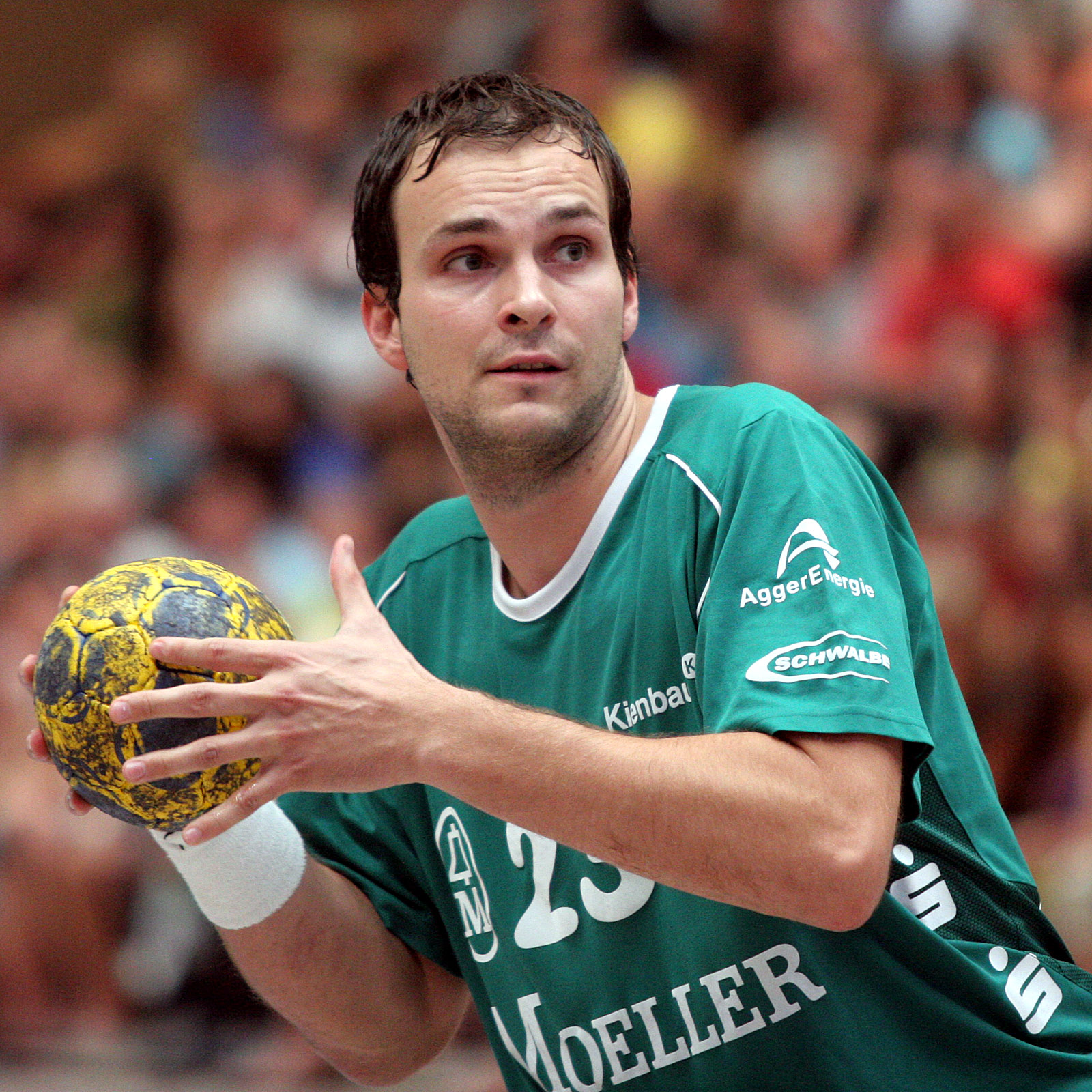
Viktor Szilágyi, 2008.

Viktor Szilágyi (IPA: /ˈsilaːɟi/), född 16 september 1978 i Budapest, Ungern, är en österrikisk tidigare handbollsspelare (mittnia/vänsternia). Sedan 2019 är Szilágyi verkställande direktör för den tyska klubben THW Kiel.
Szilágyis far István Szilágyi spelade 214 landskamper för Ungerns handbollslandslag.

## Klubbar
- Union St. Pölten (–1999)
- ATSV Innsbruck (1999–2000)
- TSV Bayer Dormagen (2000–2001)
- TUSEM Essen (2001–2005)
- THW Kiel (2005–2008)
- VfL Gummersbach (2008–2010)
- SG Flensburg-Handewitt (2010–2012)
- Bergischer HC (2012–2017)